# داف گیبسون
داف گیبسون (انگلیسی: Duff Gibson؛ زادهٔ august ۱۱, ۱۹۶۶ (۵۸ سال)) ورزشکار اسکلتون اهل کانادا است.
وی در مسابقات کشوری و بین‌المللی در مجموع برندهٔ ۲ مدال طلا، ۱ مدال برنز شده‌است.